# Francesco Croce

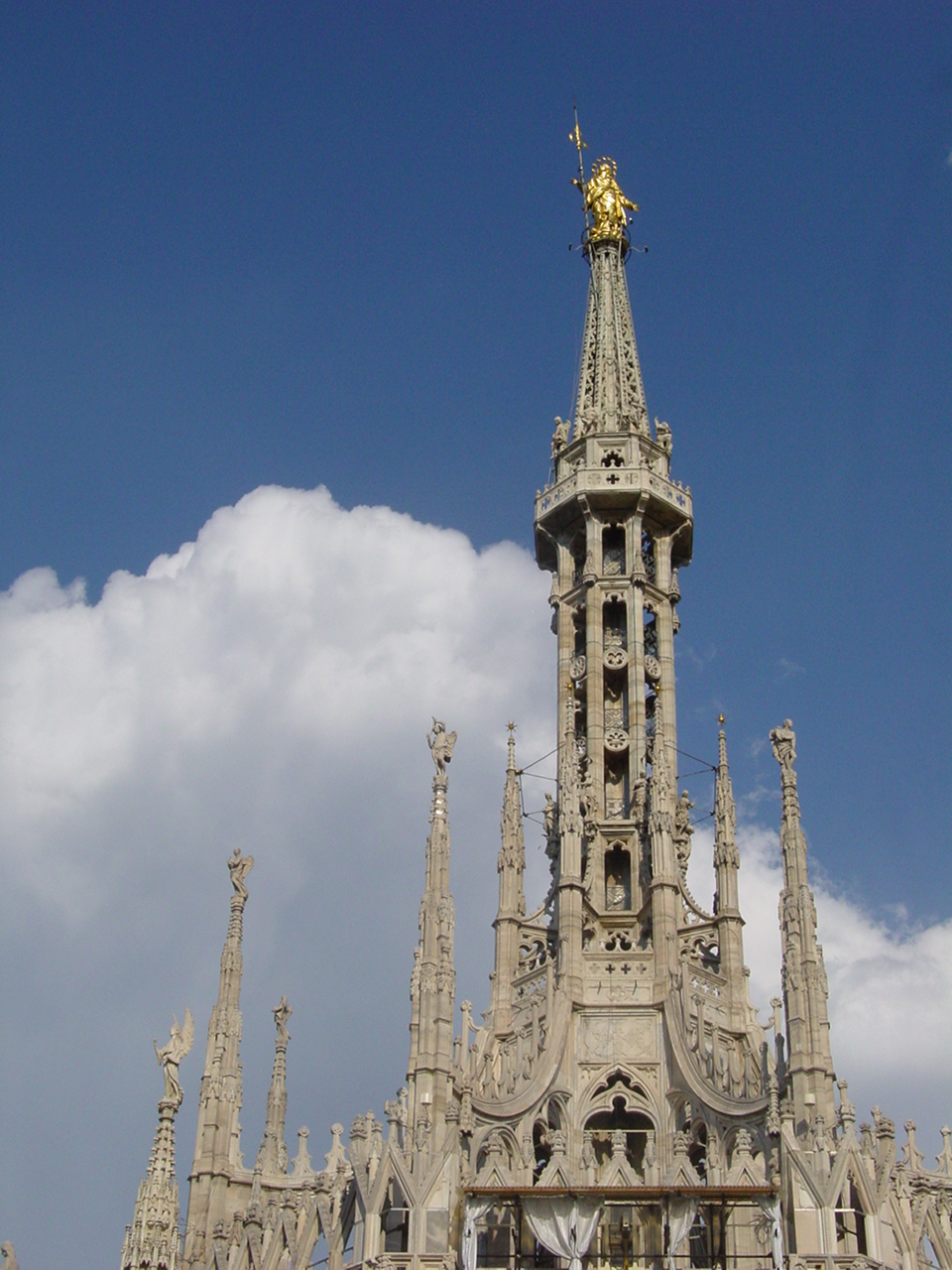
La flèche du dôme de la cathédrale de Milan est une œuvre de Francesco Croce

Francesco Croce  est un architecte italien baroque né le 23 juin 1696 à Milan où il est mort le 26 octobre 1773.
Il était particulièrement actif dans la Veneranda fabbrica del Duomo di Milano. La flèche de la cathédrale de Milan est une œuvre de Francesco Croce.

## Biographie
Francesco Croce est né le 23 juin 1696, fils d'un plombier. Il a probablement commencé sa formation aux côtés de son père.
Le 25 février 1715 il figure sur la liste des « arpenteurs-géomètres » dressée par Carlo Raffaello Raffagno, ingénieur collégial.

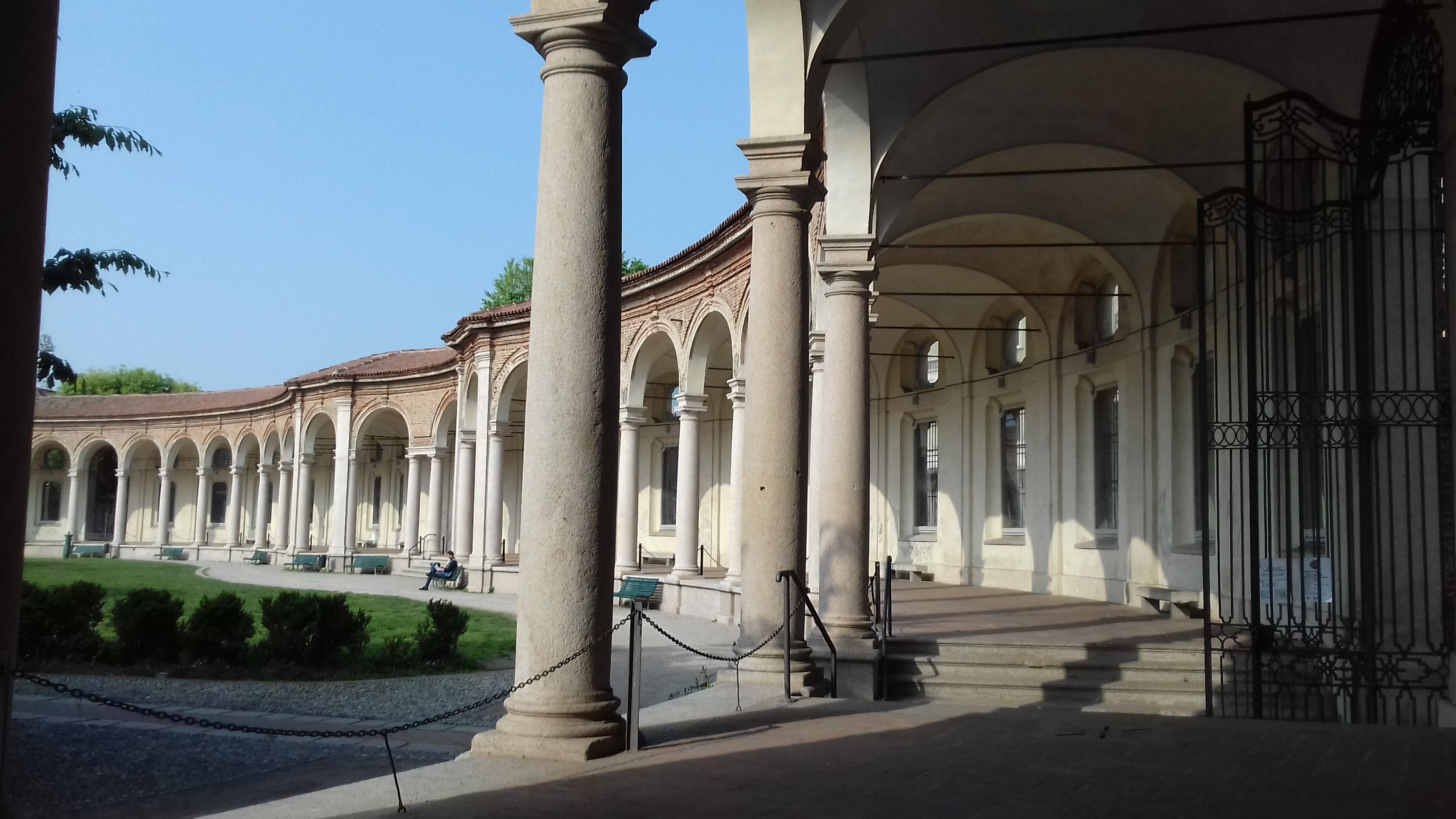
Les arcades de la Rotonda della Besana.

En 1726, il obtient un poste d'assistant à la Fabbrica di San Michele ai Nuovi Sepolcri de la Rotonda della Besana (en), à laquelle il s'est probablement consacré pendant un certain temps : la construction du portique dure de 1719 à 1731.
En 1733, Francesco Croce est appelé, aux côtés des architectes Giovanni Battista Quadrio et Marco Bianchi, à soumettre sa proposition sur le style de la façade de la cathédrale en construction.
Francesco Croce est opposé au projet présenté par Luigi Vanvitelli, et préfère une façade de style gothique, s'inspirant de la structure préexistante et des canons qui avaient conduit à sa construction au XIVe siècle.
En 1760, il est nommé architecte en chef de la Fabbrica del Duomo de Milan.
D'autres témoignages de son activité subsistent à Milan, Pavie, Plaisance, Lodi, Belgioioso, Corbetta, Comazzo et Limbiate.
Francesco Croce meurt à Milan le 26 octobre 1773, alors qu'il travaille à la construction du Palazzo della Ragione, et environ un mois après sa « retraite » de ses fonctions d'architecte directeur de la Fabbrica del Duomo. Il a été enterré dans l'église de Santa Maria Podone, puis son corps a été déplacé. Son nom est inscrit au Famedio du cimetière monumental de Milan .

## Ses œuvres et son style
Les œuvres les plus importantes conçues par Croce peuvent être divisées en un volet religieux lié aux églises et un volet civil avec la conception de nombreux palais et villas pour l'aristocratie milanaise.
L'œuvre principale de Croce à Milan est la conception et la construction de la flèche principale de la cathédrale de Milan, sur laquelle est placée en 1774 la « Madonnina » en cuivre doré de Giuseppe Bini.
Parmi l'architecture religieuse de Croce, il y a la Rotonde de la Besana déjà mentionnée, le maître-autel et une partie de la façade de l'Église San Giorgio al Palazzo (1735 - 1740) à Milan, à Lodi  la restauration importante de la Cathédrale Notre-Dame de l'Assomption de Lodi et à Abbiategrasso celle de l'église de San Pietro (1742).
À Plaisance, il conçoit l'église de San Bartolomeo (1753-1763), documentée par des dessins de 1753 identifiés dans une collection privée. Cette œuvre, en raison de la solution scénographique intérieure déterminée par les éléments porteurs de la coupole regroupés par trois, révèle un artiste également ouvert aux influences romaines, reconnaissables dans l'épuration de la structure architecturale de l'élément décoratif.
En tant qu'architecte civil, il construit le palais Brentano à Corbetta (1732-1738), puis la façade sur le Largo Augusto du palais Sormani (1736) à Milan, le château de Belgioioso (1737), où il dessine le façade tournée vers le jardin et, modifiant les projets antérieurs de Giovanni Ruggeri, la porte et la fontaine de Neptune et Thétis (œuvre de Carlo Beretta) et le palais Bellisomi Vistarino à Pavie (1745 - 1753) .
À Corbetta, et pour le projet du Palais Brentano, Croce a proposé à nouveau les projets déjà réalisés par Giovanni Ruggeri dans la Villa Alari-Visconti à Cernusco sul Naviglio, car Ruggeri lui-même est un élève de Carlo Fontana célèbre pour avoir été le premier Milanais à se qualifier comme architecte civil, à une époque où l'architecture religieuse est triomphante.
Toujours à Corbetta, Croce conçoit l'actuelle Villa Massari en 1730. Parmi les villas les plus importantes de Milan, il y a 
la Villa Clerici (1722-1733) dans le quartier de Niguarda, 
la Villa Pertusati (avant 1747) à Comazzo 
et la Villa Pusterla-Crivelli-Arconati (1754) à Limbiate.

Villa Clerici, Milan.
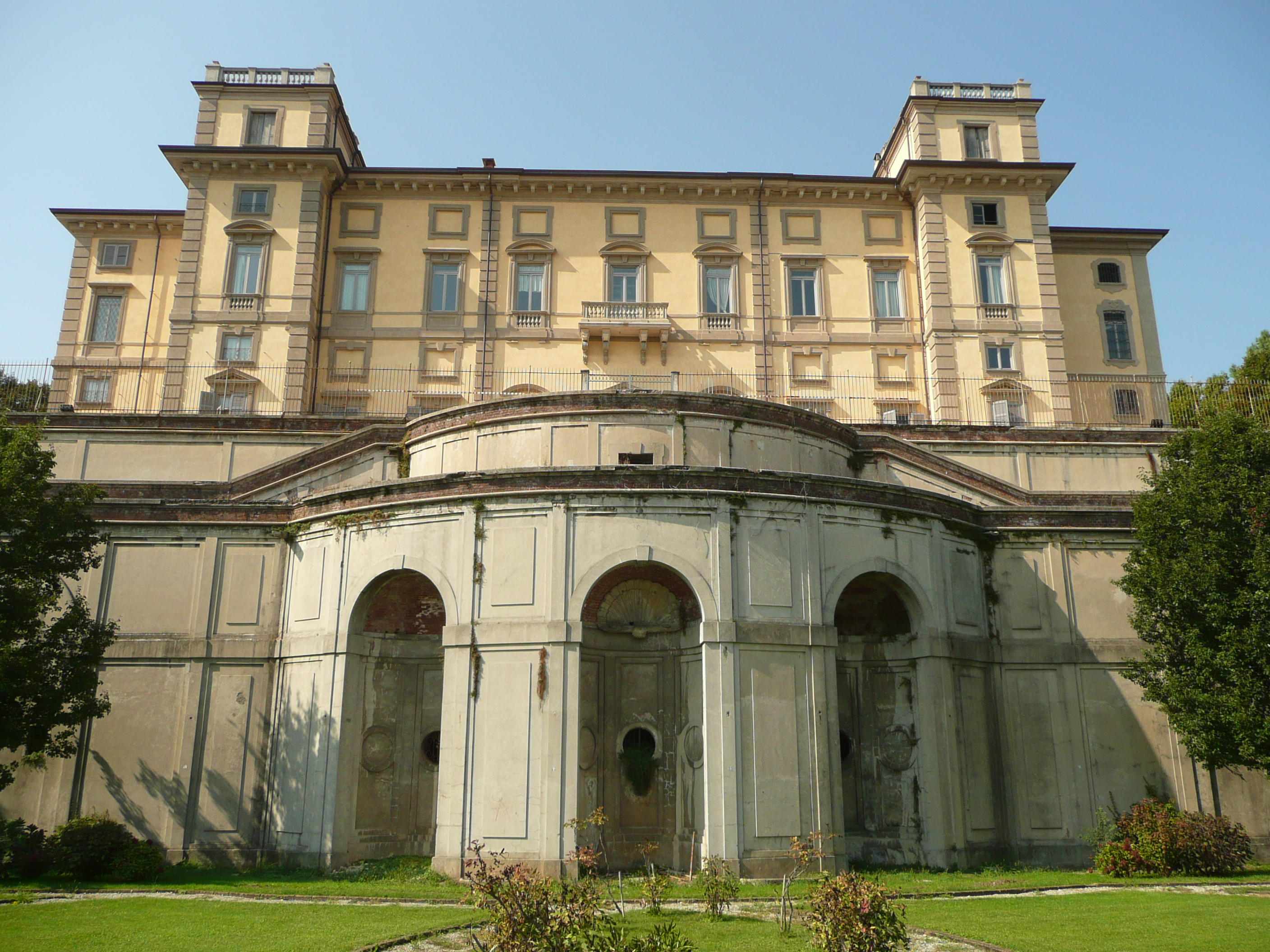
Villa Pusterla-Crivelli-Arconati, Mombello.
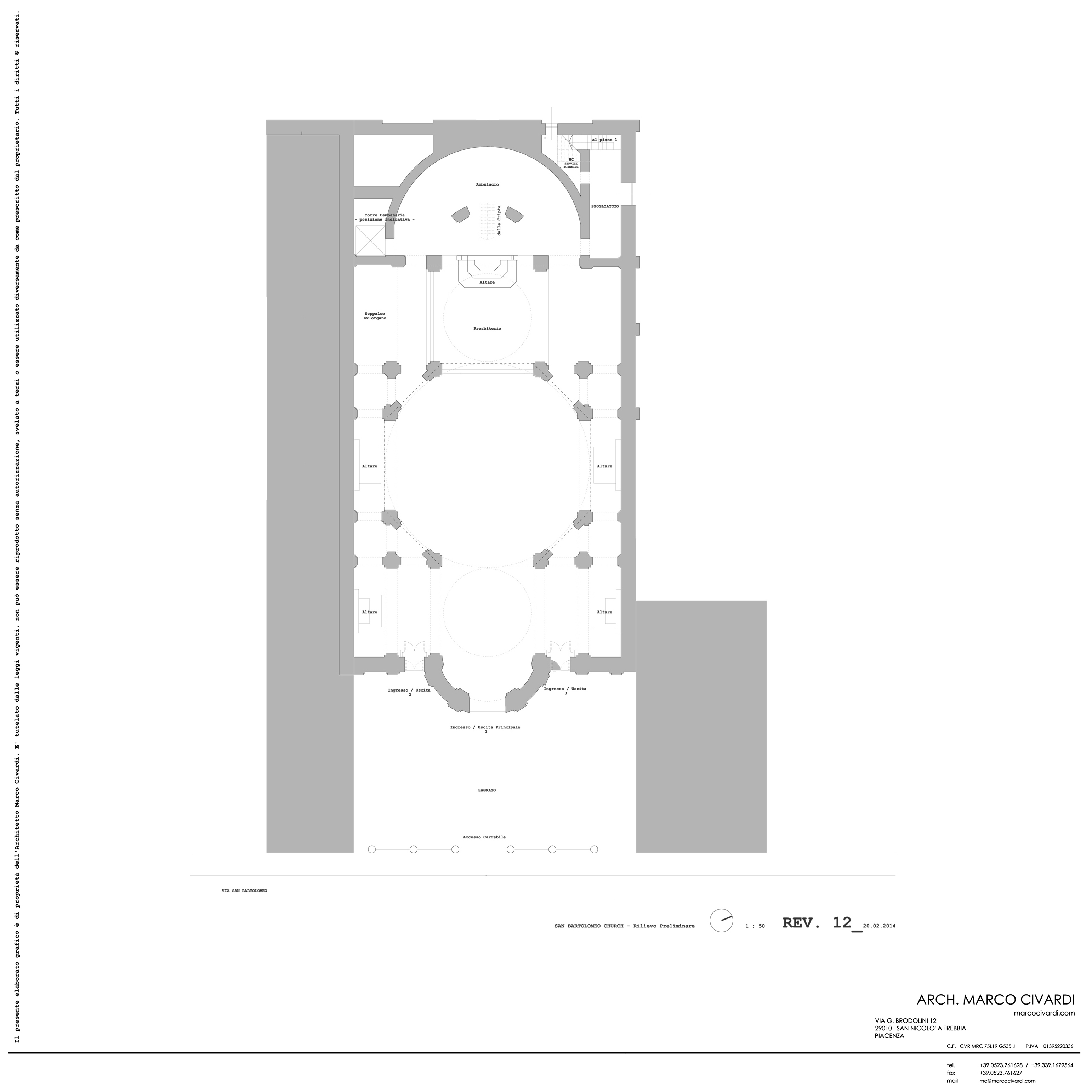
Plan de l'église de de San Bartolomeo.
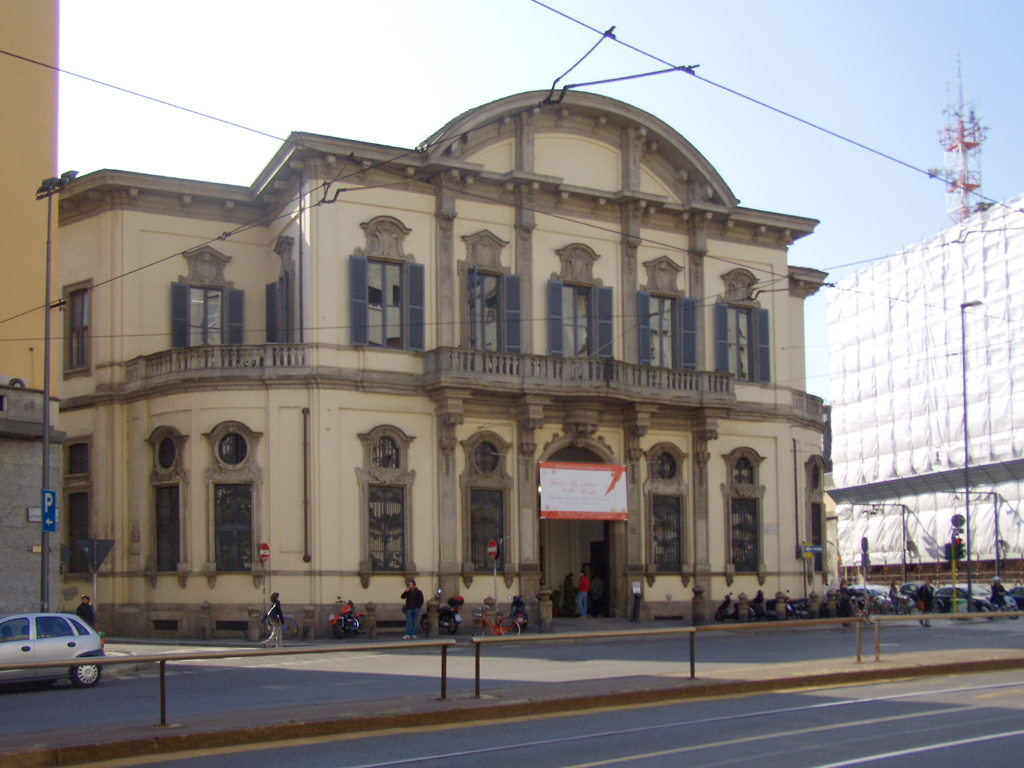
Palais Sormani, Milan.
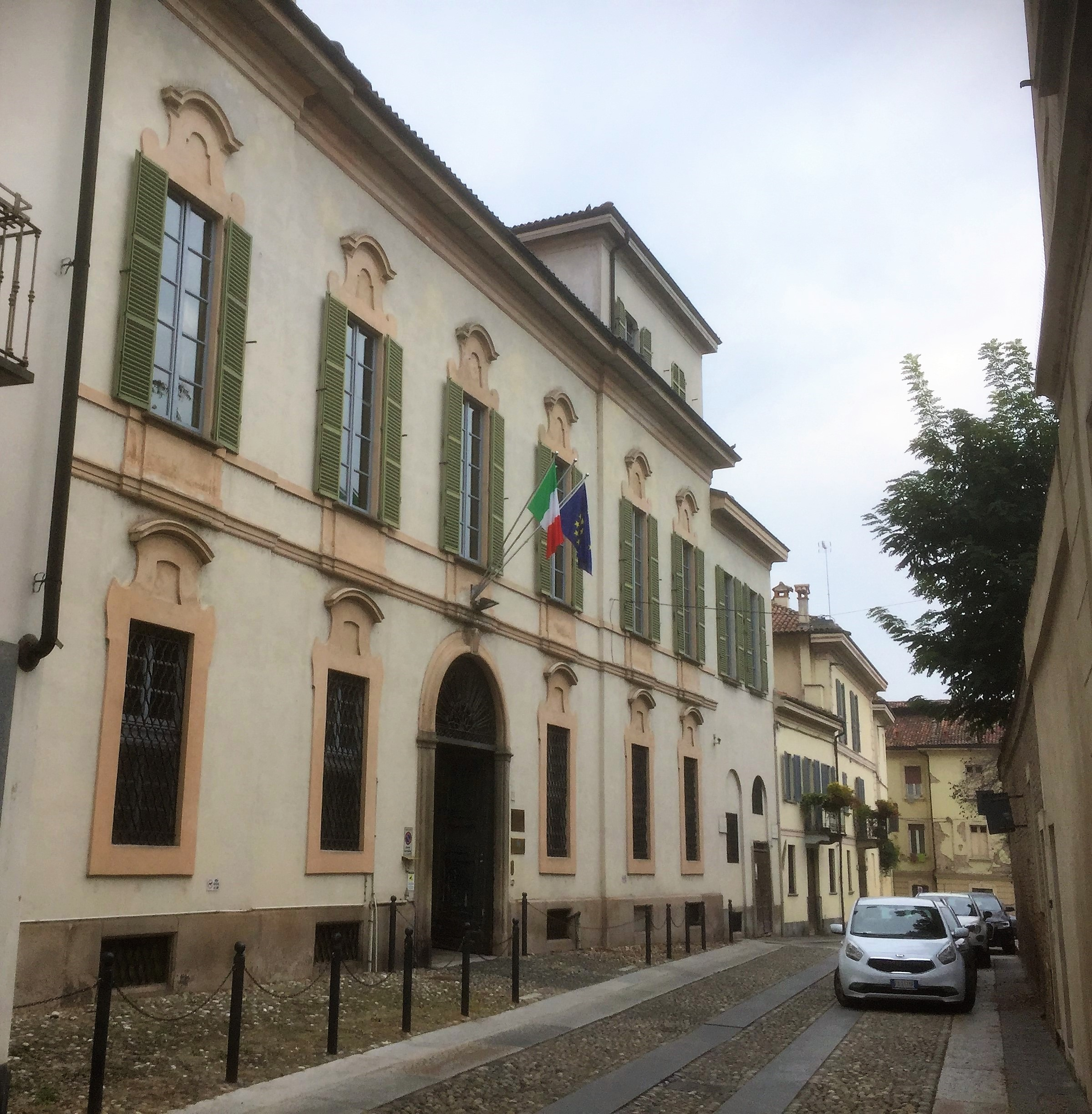
Palais Bellisomi Vistarino, Pavie.
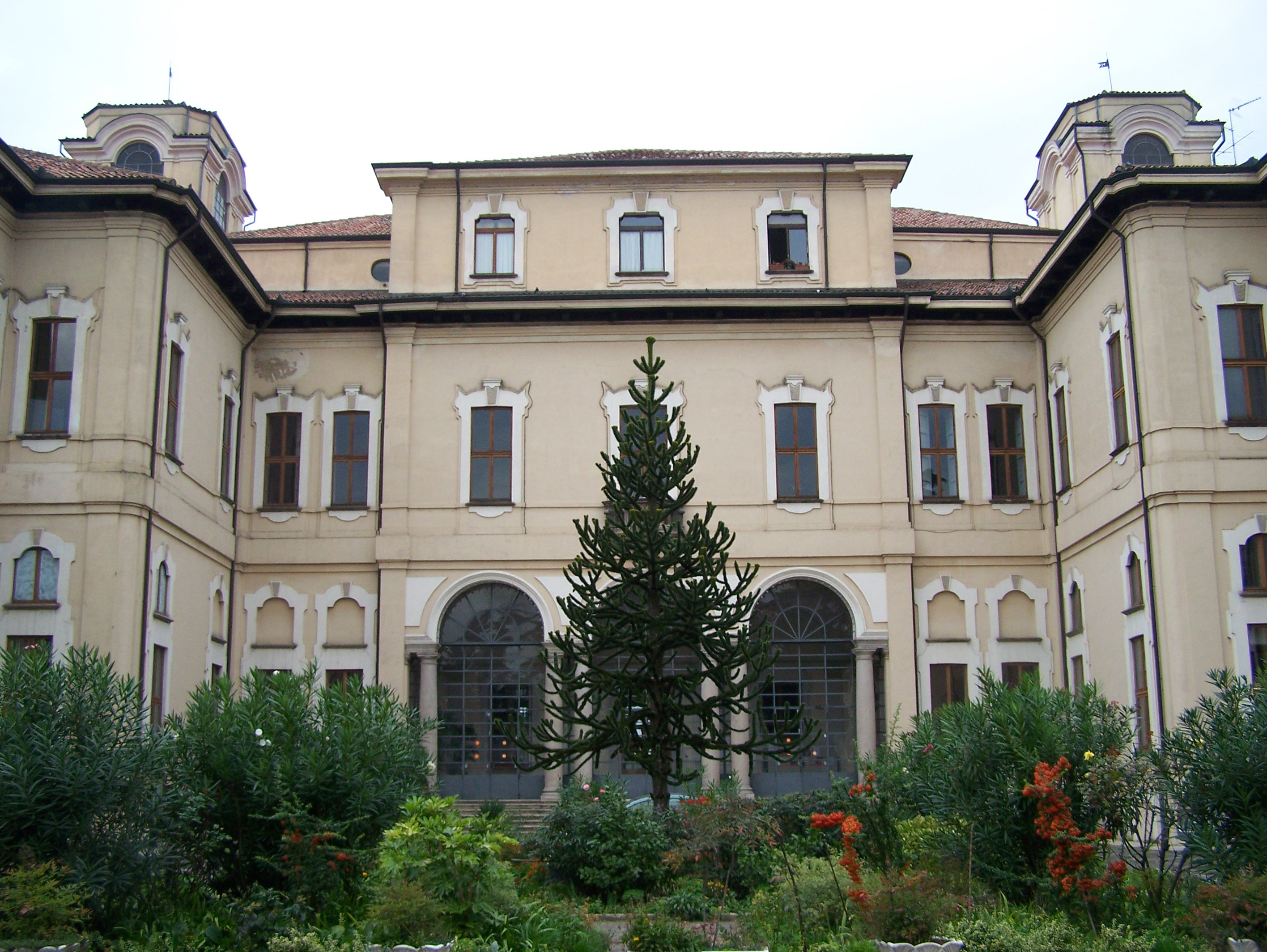
Palais Brentano, Corbetta.

## La rénovation du Palais de la Raison

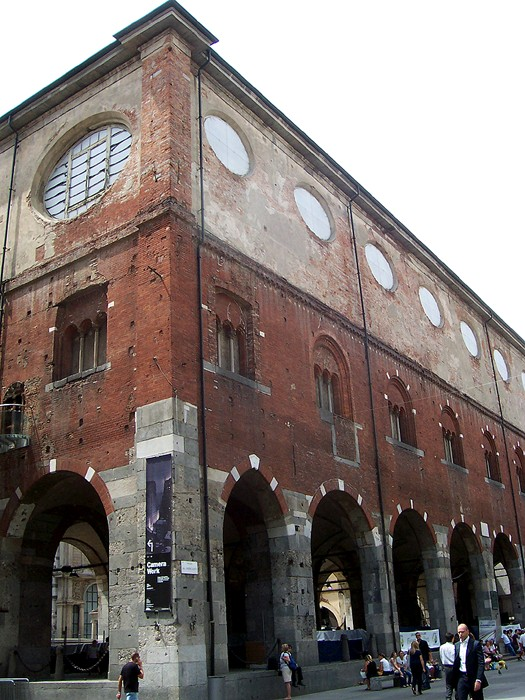
L'élévation du Palazzo della Ragione à Milan.

Une autre intervention importante de Croce à Milan, réalisée en 1773 peu avant sa mort est l'élévation du Palais de la Raison sur la Piazza Mercanti, en vue d'être utilisée pour des archives notariales. Son intervention est principalement la rénovation du sol de la salle, en remplaçant le grenier du portique par des voûtes nouvelles en maçonnerie, et l'élévation avec les ouvertures en oculus au-dessus des fenêtres à meneaux médiévales. A l'intérieur du hall, une série de piliers prolongent ceux du rez-de-chaussée et soutiennent les voûtes.